# 近鉄パールクイズ
近鉄パールクイズ（きんてつパールクイズ）は、1952年3月6日から1958年11月27日まで、新日本放送（NJB）→毎日放送（1958年6月より社名変更、現・MBSラジオ）で放送されていた、近畿日本鉄道（近鉄、現・近鉄グループホールディングス）一社提供によるラジオの聴取者参加型クイズ番組である。

## 概要
日本の民間放送における、正統派の知識クイズ番組の嚆矢(こうし)とされている。放送時間は毎週木曜日の20時から20時30分だった。構成は当時NJBに勤務していた堤章三。
開始当初は志摩靖彦が司会を担当。後に内田英一を経て、1953年8月からNJBアナウンサー第1号の杉本隆平に代わった。
1955年10月13日放送分から、入社2年目のアナウンサー小池清を司会に起用。同時に1問正解で1000円、10問正解すると5万円が贈呈される一方、3問誤答・お手付きで失格・退場となるルールに変更した。
番組終了から5年後の1963年10月、毎日放送テレビでこの番組のノウハウを生かした『アップダウンクイズ』が放送開始され、翌年2代目に就任した小池の名司会ぶりも相まって22年続く長寿番組となった。
≪参考文献≫
日本クイズクラブ同人編『クイズ年鑑 問題と解答集　一九五五年 前期』ラジオ・テレビ文化協会、1954年
毎日放送編　社史『毎日放送の40年』1991年